# Bassae
Bassae (latin) eller Bassai, Vassai eller Vasses (nygrekiska: Βάσσες, klassisk grekiska: Βάσσαι), betyder "lilla dalgången i bergen", är en arkeologisk plats i nordöstra delen av prefekturen Messenien i Grekland vilket under antiken var en del av Arkadien. Bassae ligger nordost om staden Kyparissia, söder om Andritsaina och väster om Megalopolis och är känt för Apollontemplet från mitten av 500-talet f.Kr.
Trots att templet är geografiskt avlägset från större stadsstater i antikens Grekland, är det ett av de mest studerade antika grekiska templen tack vare sin mångfald av ovanliga kännemärken. Bassae var den första grekiska platsen att bli inskriven på världsarvslistan. Templet anses uppfört mellan 450 och 425 f.Kr.

## Apollon Epikouriostemplet
Templet var tillägnat Apollon Epikourios ("Apollon hjälparen"). Det ritades av Iktinos, arkitekt även till Hefaistostemplet och Parthenon. Den antika skrivaren Pausanias prisar templet som överträffar alla andra förutom Athenatemplet i Tegea i stenarnas skönhet och byggnadens harmoni. Templet ligger på en höjd av 1 131 meter över havet på Kotylionbergets sluttning.

### Uppförande och dekoration

Planritning av Apollotemplet: 1 = opisthodomos, 2 = adyton, 3 = naos, 4 = pronaos

Templet ligger i nord-sydlig riktning, i kontrast till de flesta tempel som är riktade i öst-västlig riktning; dess huvudingång är i norr. Detta var nödvändigt på grund av den begränsade ytan på bergssluttningen. För att klara begränsningarna placerades en dörr på templets sida, troligen för att ge tillbedjare möjlighet att stå med blicken österut eller låta ljus komma in för att lysa upp statyerna. 
Templet är av relativt liten storlek, med en stylobat på 38,3 gånger 14,5 meter med en dorisk peristyl på sex gånger femton kolonner (hexastyl). Yttertaket lämnar en central öppen yta för att släppa in ljus och luft. Templet uppfördes helt i grå arkadisk kalksten förutom friserna som höggs ur marmor. Liksom de flesta större tempel har det tre "rum" eller terrasser, portiker, samt en naos och en opisthodomos. Naosen innehöll troligen en staty av Apollon. Templet saknar några optiska förbättringar likt de i Parthenon, såsom mycket svagt svängda golv, men kolonnerna har entasis.

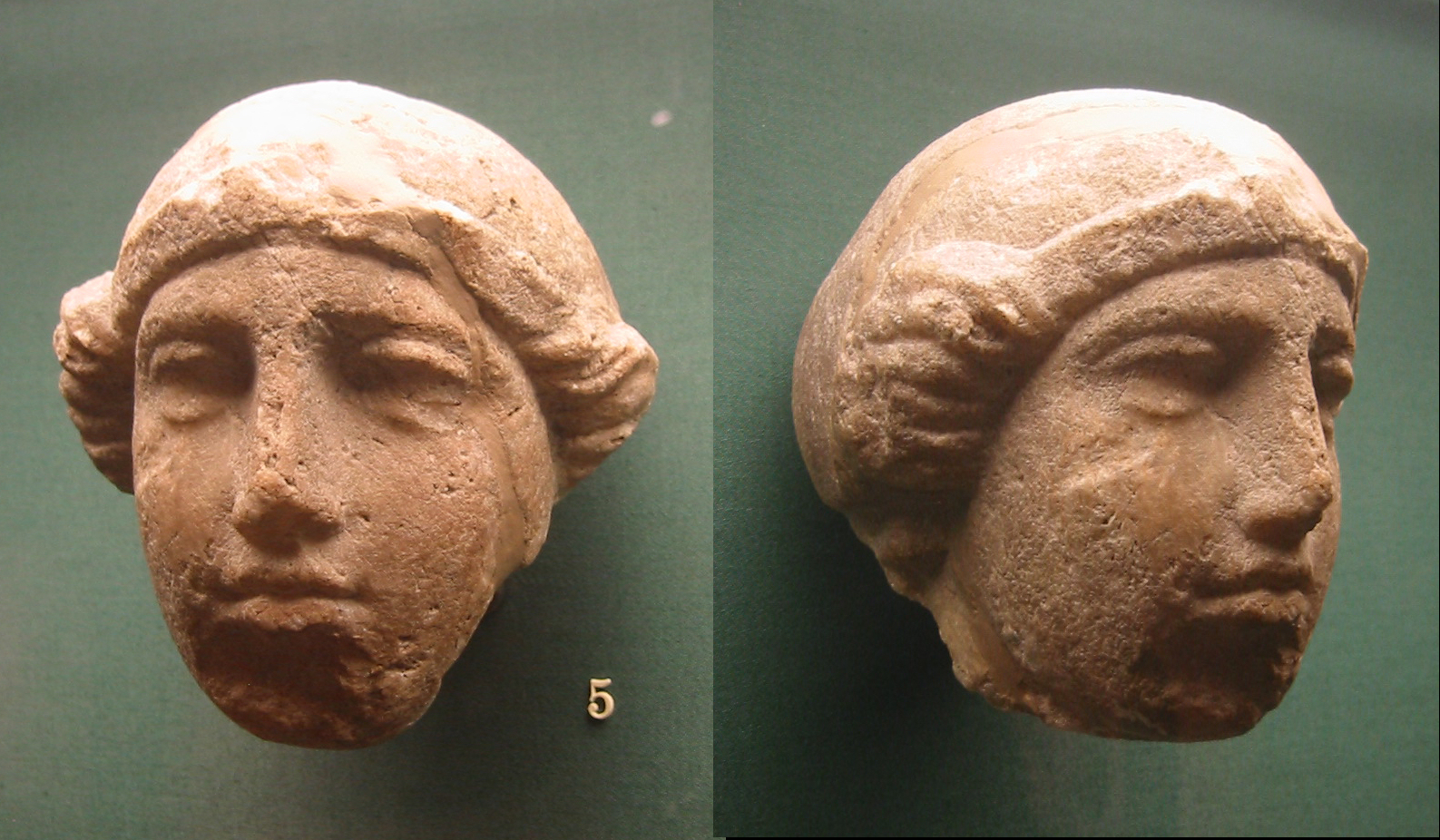
Fragment av en metop, som avbildar en amason

Templet är ovanligt på så vis att det har exempel på alla de tre klassiska kolonnordningar som användes i antik grekisk arkitektur: dorisk, jonisk och korintisk ordning. De doriska kolonnerna formar peristylen medan de joniska håller upp terrassen och de korintiska kolonnerna finns i templets inre. De sistnämndas kapitäl är de tidigaste exemplen på ordningen som hittats idag..
Templet var relativt sparsamt dekorerat exteriört. På insidan däremot fanns en rad joniska friser som visade greker i krig med amasoner och lapither i kamp med kentaurer. Dessa frisers metoper togs bort av Charles Robert Cockerell och fördes till British Museum 1815. De finns ännu kvar i British Museums Gallery 16, nära Parthenonskulpturerna. Cockerell dekorerade väggarna i Ashmolean Museums stora trappa och den hos Travellers Club med gipsavgjutningar av samma fris.

### Återupptäckt och utgrävning

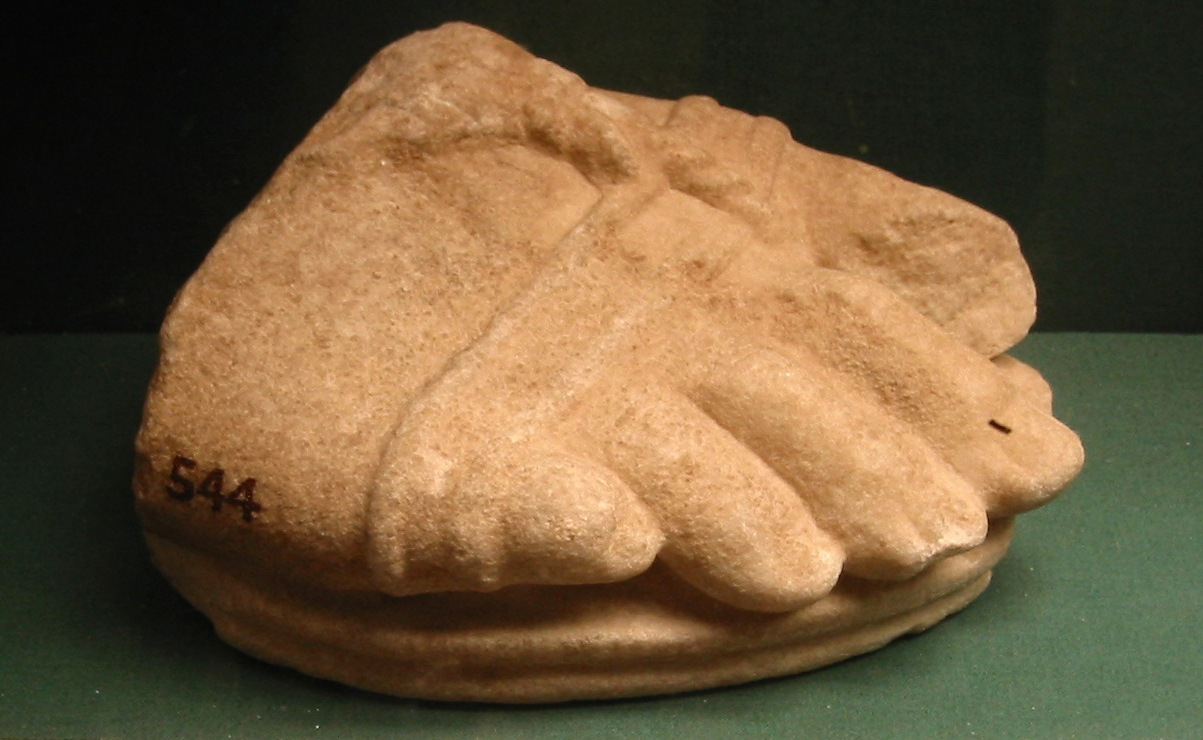
Fotfragment av en enorm staty i Bassai

Templet återupptäcktes först i november 1765 av den franska arkitekten J. Bocher, som uppförde villor på Zakynthos och stötte på det av en ren tillfällighet; han undersökte det på plats, men när han återvände för ett andra besök, mördades han av rövare. Charles R. Cockerell och Haller von Hallerstein, som säkrat skulpturer på Aegina, hoppades på ännu en framgång vid Bassae 1811. Delar gjordes synliga under utgrävningarna som påbörjades följande år av ett lag experter underställda Cockerell och Otto Magnus von Stackelberg, inklusive friserna, som auktionerades bort till British Museum. Alla Hallers välgjorda skisser från platsen förlorades dessvärre till sjöss. Frisskulpturerna publicerades i Rom 1814 och officiellt på British Museum in 1820. Andra korta besök resulterade i ytterligare publiceringar. Den första fullständiga utgrävningen påbörjades inte förrän 1836; den genomfördes av ryska arkeologer under ledning av Carlo Brullo. Kanske den mest slående upptäckten var de äldsta korintiska kapitälen som hittas till dags dato. Några återupptäckta artefakter finns på Pusjkinmuseet i Moskva. 
1902 genomfördes en systematisk utgrävning av området av det Grekiska Arkeologisällskapet från Aten under arkeologen Konstantinos Kourouniotis i samarbete med Konstantinos Romaios och Panagiotis Kavvadias. Ytterligare utgrävningar genomfördes 1959, 1970 och från 1975-1979, under ledning av Nikolaos Gialouris.

### Bevarande
Andra mer tillgängliga tempel har skadats eller förstörts av krig eller konvertering till senare religiösa ändamål; Apollontemplet i Bassae överlevde tack vare sitt avstånd till större städer vilket även inneburit mindre problem med sura regn som snabbt löser upp kalkstenen och skadar marmorn.
I dagsläget har templet övertäckts med ett vitt tält i fem rader i syfte att skydda ruinerna från yttre påverkan. Konserveringsarbeten pågår idag under övervakning av Apollo Epicureankommissionen, som har sitt säte i Aten.